# Идеология фашизма
Идеология фашизма является предметом многочисленных дискуссий.

## История
Идейная среда фашизма сформировалась на рубеже XIX—XX веков. Фашистские режимы, установившиеся в ряде государств Европы в первой половине века стали инициаторами Второй мировой войны. После войны сформировались ультраправые националистические партии и группы, являющиеся идеологическими и политическими наследниками фашизма (неофашизм).

## Понятие
В узком смысле под фашизмом понимается итальянский фашизм, праворадикальное политическое движение тоталитарного типа в Италии в 1919—1945 годах под руководством Бенито Муссолини. В более широком варианте термин применяется для обозначения общественно-политических движений и идеологий крайне правого толка и соответствующих им форм государственного правления, которые обладают рядом общих признаков.
Американский историк Роберт Суси в Британнике, К. С. Гаджиев в Новой философской энциклопедии и другие источники относят к фашистским ряд организаций и движений, активных в 1920—1945 годах: НСДАП, Испанская фаланга, усташи, португальский Национальный союз финляндское Движение Лапуа, Скрещённые стрелы в Венгрии, румынская Железная гвардия и ряд других.
Британский политолог Роджер Гриффин писал, что в рамках сложившегося научного консенсуса фашизм понимается как «подлинно революционная, межклассовая форма антилиберального и, в конечном счёте, антиконсервативного национализма».
В издании Колумбийского университета 1984 года фашизм понимается как организованная форма интегративного радикального националистического авторитаризма.
Социолог фашизма Хуан Линц даёт более пространное определение фашизма: «гипернационалистическое, часто пан-националистическое, антипарламентаристское, антилиберальное, популистское, частично антикапиталистическое и антибуржуазное, антиклерикальное или по меньшей мере неклерикальное движение, ставящее целью национальное и социальное объединение через единую партию и корпоративное представительство».
Британский учёный Роджер Итвелл даёт более лаконичное определение: фашизм «преследует цель возглавить социальное возрождение на основе холистически-национального радикального третьего пути».
Почва для возникшего в 1990-х годах «нового консенсуса» (далёкого от «школы мысли»), существующего главным образом в англоязычных социальных науках, была подготовлена рядом попыток сформулировать общую теорию фашизма, предпринятых, в частности, Ойгеном Вебером, Зеэвом Штернхеллом, Джорджом Моссом, Хуаном Линцем, Энтони Джеймсом Грегором и, прежде всего, Стэнли Пейном.
Роджер Гриффин и его школа «нового консенсуса» (Зеэв Штернхель и др.) стремятся основывать определение фашизма исключительно на его идеологии. Гриффин, обращая внимание прежде всего на ценностную составляющую, трактует фашизм как «мифическое ядро» «популистского ультранационализма», вдохновлённого идеей перерождения нации, расы или культуры и созданием «нового человека». Он определяет фашизм как «палингенетический ультранационализм», предполагающий, что в своём мифологическом ядре фашистская идеология нацелена не на возрождение нации (как другие националистически-популистские идеологии), а на её «сотворение заново» («Фашизм — политическая идеология, мифическим ядром которой в различных её проявлениях является палингенетическая форма популистского ультранационализма»). «Палингенетический — общий термин для видения радикально нового начала, которое следует за периодом разрушения или предполагаемого распада». Таким образом, палингенетический ультранационализм — идеология, «мобилизующее видение которой — возрождение национального сообщества подобно фениксу, как после периода посягающего [на сообщество] упадка, который едва не уничтожил его».
Эту концепцию, по мнению немецкого политолога Андреаса Умланда, можно считать более или менее принятой на сегодняшний день в англоязычном научном сообществе.
Гриффин также считает фашизм одной из главных антигуманистических идеологий. Кроме того, он рассматривает фашизм как реакцию на секуляризирующее и разочаровывающее влияние современности.
По мнению Гриффина, идеология фашизма прочно связана с модернизацией и современностью, она приняла значительное разнообразие внешних форм для приспособления к конкретному историческому и национальному контексту и привлекла широкий спектр культурных и интеллектуальных течений, как левых, так и правых, антимодернистских и промодернистских, национальных и наднациональных, рациональных и антирациональных. Гриффин писал о мифопоэтической матрице, которая определяет синтез идеологии той или иной формы фашизма из разнообразных идей. Главной мотивацией идеологии, пропаганды, стиля политики и действия, является видение грядущего возрождения нации из упадка. Идею о национальном «возрождении» Гриффин считает центральным в идеологической динамике фашизма мифом и рассматривает её как «фашистский минимум». В рамках фашизма предполагается, что нация способна к возрождению из кризиса и упадка и созданию революционно нового политического и культурного порядка, охватывающего всех «истинных» членов национального сообщества. Под «возрождением» понимается не восстановление того, что было в действительности (что составляет архетипическую консервативную утопию), а «новое рождение», сохраняющее некие заявленные данной идеологией «вечные» принципы («вечные» римские или «арийские» свойства и т. п.) в обществе нового, современного типа. Социально-политический кризис является предпосылкой для массовой привлекательности веры, обещающей радикальное новое начало (например, «новую Италию»).
Муссолини, несмотря на непостоянство на уровне доктрины на протяжении всей своей карьеры, оставался верным видению национального возрождения, которое он развил из своего марксистского ревизионизма через его связь с вокеанизмом в конце 1900-х годов. Эта идеология в смысле основного мифа образовала ядро, вокруг которого большой спектр противоборствующих течений палингенетического ультранационализма смог сформироваться в широкий союз, поддержанный сначала движением, а затем режимом. Термин «фашизм» (первоначально относившийся к итальянскому фашизму) стал общим термином для популистского палингенетического ультранационализма (фашизма в широком смысле), потому что (итальянский) фашизм был первой организованной формой этого нового идеологического соединения, которому удалось выйти на национальную политическую арену и сформировать режим.
Эмилио Джентиле писал, что существенной частью фашистского «стиля» политики стал «литургический» стиль. По мнению Гриффина, этот стиль возник спонтанно из стремления, отчасти манипулятивного, отчасти идеалистического, вызвать у итальянцев субъективное переживание того, что они живут в эпической новой эре. Фашистский ритуал драматизировал миф о том, что эпоха либерализма наконец преодолена в новом типе государства, ставшим возможным благодаря гению итальянцев и Муссолини. В октябре 1922 года история Италии буквально «началась заново». Фашистский тоталитаризм рассматривается Гриффином не как самоцель, а как средство осуществления коллективной революции сознания. Как фашистское представление об «органической», «героической» нации, так и архетипический образ возрождения являются проекциями человеческой мифопеи. Фашизм объединяет их, чтобы создать внутренне утопическую форму политики, в которой принцип реальности постоянно отвергается мифическим императивом, что порождает растущую диспропорцию между желаемым и реальными фактами, между риторикой и объективной истиной. По этой причине фашистское видение в итоге обернулось исторической катастрофой.
По мнению Гриффина, эвристическое использование его теории позволяет различить фашистский образ мыслей, все ещё активно действующий в рамках некоторых послевоенных проевропейских течений, групп по изучению культуры и на виртуальных веб-сайтах, не демонстрирующих прямой связи с фашизмом, не использующих парамилитарстскую форму, и зачастую позиционирующих себя как обладающих антирасистским, антинационалистическим, антифашистским и аполитичним (или, скорее, «метаполитическим») мировоззрением.
К теории фашизма как палингенетического ультранационализма близок ряд историков, особенно в США, публиковавшие работы на тему фашистской культуры, в частности, Джеффри Шнапп, Мейбл Березин, Эмили Браун и Рут Гиат, которые эмпирически демонстрируют необходимость внимания к попыткам фашизма провести культурную революцию, какими бы непоследовательными в теории и безуспешными они ни были, а также ряд итальянских исследователей идеологии фашизма и неофашизма, включая Пьер-Джорджо Зунино, Эмилио Джентиле, Марко Ревелли и Франко Феррарези.
Спенсер Саншайн писал, что идеология национал-анархизма напрямую связана с палингенным популистским ультранационализмом, который Гриффин определяет как ядро фашизма.
А. А. Галкин определял фашизм как «правоконсервативный революционаризм».
Американский политолог и историк Роберт Пакстон определяет фашизм как «форму политического поведения, отмеченную чрезмерной озабоченностью упадком сообщества, униженностью, жертвенностью, компенсированную культами единства, силы и чистоты, на основе которой опирающаяся на массы партия активистов националистов в сложном, но эффективном сотрудничестве с традиционными элитами, отказываясь от демократических свобод, насильственно реализует без этических и легальных ограничений цели внутреннего очищения и международной экспансии».
Американский политолог Энтони Джеймс Грегор использовал такие выражения, как «возрождение», «искупление», «обновление», «обновление», «новый человек», чтобы объяснить конечную цель фашистской идеологии. Согласно Грегору, «фашизм… это вымученное, яростное и страстное требование национального возрождения», что является отходом от его более ранней идеи фашизма как формой «диктатуры развития».
Американский историк Уолтер Лакер, вопреки большинству исследователей, рассматривает исламский фундаментализм как разновидность фашизма в рамках категории «клерикальный фашизм».
Британский историк Денис Мак Смит отрицает, что Муссолини или его движение имели идеологическое измерение, тем самым сводя «общий фашизм» к плоду социального научного воображения.

## Позиции в политическом спектре
Большинство учёных помещает фашизм в крайне правую часть политического спектра. Это направление исследований акцентируется на социальном консерватизме фашизма и его авторитарных средствах противодействия эгалитаризму. Родерик Штакельберг относит фашизм — включая нацизм, который, по его словам, является «радикальным вариантом фашизма» — к правым идеологиям, объясняя: «Чем в большей степени человек считает абсолютное равенство между всеми людьми желательным условием, тем левее он будет в идеологическом спектре. Чем в большей степени человек считает неравенство неизбежным или даже желательным, тем правее он будет».

## Фашизм и нацизм
Большинство учёных идентифицируют нацизм как форму ультраправой идеологии и политики, фашизма и крайнюю форму политического этнического национализма в рамках немецкого националистического движения фёлькише или находившийся под сильным влиянием последнего. Крайне правая идеология в нацизме включают идею, что существуют люди «высшей расы», которые имеют право доминировать над другими людьми и очищать общество от предполагаемых «низших элементов». Майкл Манн, полемизируя с противниками отнесения нацизма к фашизму, настаивает на том, что нацизм является фашизмом, и последний следует рассматривать как более общий феномен.
Ряд учёных склонны выделять нацизм как особый исторический феномен, не считая его одной из разновидностей фашизма. Так, по мнению американского историка Джона Лукача, между немецким национал-социализмом и итальянским фашизмом существовало больше различий, чем сходства. Израильский политолог Зеэв Штернхель исключает нацизм из семьи общего фашизма из-за «биологического расизма» нацистской идеологии.
Гитлер восхищался Муссолини вплоть до того, что нацисты заимствовали римский салют итальянских фашистов, создав нацистское приветствие. Тем не менее, фашисты, в отличие от нацистов, могли не проявлять в крайней форме расизм и антисемитизм. Итальянские фашисты с 1930-х годов приняли доктрину о белом превосходстве в африканских колониях. Итальянский фашизм в ответ на приход Гитлера к власти и из-за необходимости союза с Германией, принял антисемитскую риторику, и в конечном итоге, антисемитскую политику. В 1936 году Муссолини сделал свой первый письменный донос на евреев, утверждая, что антисемитизм возник лишь потому, что евреи стали слишком сильно доминировать во власти многих стран; он заявлял, что евреи — «жестокое» племя, которое стремилось «полностью изгнать» христиан из общественно-политической жизни страны. В 1937 году член фашистской партии Паоло Орано критиковал сионистское движение как часть британской внешней политики, которая направлена на осуществление британских интересов без учёта христианского и мусульманского присутствия в Палестине. Об итальянских евреях Орано заявил, что они «должны заниматься только своей религией и не беспокоить патриотических итальянцев».

## Фашизм и европейский консерватизм
Консерваторы и фашисты в Европе сходны в их антикоммунизме и в отношении идеи национальной гордости. Консерваторы и фашисты отклоняют либеральную и марксистскую линейную, прогрессивную эволюцию в истории. Как и консерваторы, фашисты акцентируют внимание на порядке, дисциплине, иерархии, боевых (военных) добродетелях, сохранении частной собственности. Фашистская пропаганда в части идей «здоровых» и «неприкосновенных» национальных традиций, таких как рыцарская культура, а также «золотого века», имеет сходство с консерватизмом. Фашисты могут заключать прагматичные тактические альянсы с традиционными консервативными силами с целью достижения и удержания власти.
Фашистами становились правые консерваторы, которых не устраивали традиционные правые подходы. Во многих европейских странах фашисты заполнили политический вакуум после Первой мировой войны, когда позиции консерваторов сильно ослабли.

## Фашизм, национализм и расизм
По вопросам взаимоотношения фашизма и расизма в науке существуют разные мнения. Сторонники одной точки зрения, в целом склонные выделять нацизм из фашизма, полагают, что идея биологического расизма была прерогативой нацистского режима, тогда как в фашизме делается акцент на нацию, а не расу.
Согласно другой точке зрения, представленной прежде всего Роджером Гриффином и его школой «нового консенсуса», биологический расизм органично вплетается в теорию и особенно практику фашизма, основанную на идее необходимости революционного «возрождения» и «очищения» нации или расы (палингенезиса). Сторонники этой точки зрения, в частности, полагают, что «классический» итальянский фашизм имел более расистский характер, чем было принято признавать в историографии до конца 1980-х годов. Тем не менее, и эти учёные считают биологический расизм лишь одной (хоть и весьма распространённой) из возможных исторически обусловленных разновидностей такого непременного признака фашизма, как ультранационализм, и не считают идею расы неотъемлемым компонентом фашистской идеологии.
По мнению Гриффина, фашистский ультранационализм представляет собой не просто открыто антилиберальную, антипарламентскую форму национализма, но охватывает широкий спектр этноцентризма, возникающий из внутренней неопределённости понятия «нация» и из множества перестановок, в которых расизм может выражаться как рационализированная форма ксенофобии. Благодаря той многозначности и гибкости учёный считает, что выделяемый им «фашистский минимум» охватывает различные концепции «итальянской расы» в рамках итальянского фашизма, а также идеологию еврофашизма («Европа ста флагов»). Сюда входит и идея, ставшая частью большинства форм еврофашизма, — гомогенных этнических сообществ или этносов, а не национальных государств как основной единицы «здоровой» культуры. Фашистский ультранационализм также охватывает биологически детерминистский расизм (часто ошибочно приравниваемый к расизму tout court) и проявляющемуся в нацизме, а также в некоторых элементах идеологий румынской «Железной гвардии», Британского союза фашистов и венгерской Партии скрещённых стрел. В каждом случае такой расизм сосуществовал с «культурным» и «духовным» «диалектами» расизма, гораздо более близкими к господствующим фашистским типам).
Теория Гриффина отводит на второй план другие явные черты фашистского режима или движения, такие как его антисоциализм, дирижистская экономика и социальная политика, империализм, милитаризм, культ вождя и компромисс с традиционным консерватизмом. Гриффин относит их к «второстепенным» аспектам фашизма, которые могут возникнуть при попытке реализовать фашистскую утопию и не являются частью «фашистского минимума». В этом состоит основное различие с трёхчастным «типологическим описанием» Стэнли Пейна и определением, состоящим из одного предложения, оба из которых, согласно Гриффину, относятся к идеологическим, организационным и «стилистическим» аспектам фашизма, зависящим от специфического этоса межвоенного периода, а не присущим самому фашизму. Речь идёт в первую очередь о таких чертах, как культ вождя, парамилитаризм, театральная политика, территориальный экспансионизм, корпоративистская экономика.
Некоторые авторы считают, что идеальный тип фашизма Гриффина не подходит для описания нацизма, потому что тот был расистской, а не националистической идеологией. Гриффин отмечает, что в нацистской мысли германская нация и «германская раса» практически совпадали, а обращение к национализму простых немцев в смысле неумеренной любви к собственной культуре играло большую роль в социальной инженерии Третьего рейха.

## Фашизм и популизм
Согласно Гриффину, фашистский популизм, выражаемый в использовании масс, сочетается с иерархической концепцией общества, поскольку «возрождаемая» национальная или этническая общность, к которой стремятся фашисты, задумана ими в глубоко антиэгалитарном духе. Носителями революционности могут считаться «весь народ» или его «здоровые» члены, а не отдельный класс или социальная группа. Однако в «нынешнем» состоянии «упадка» нации большинство из них «спит», заражено «чуждыми» ценностями, так что фашизму необходим «авангард», способный взять на себя «героические» задачи распространения правильного видения и захвата власти. При новом режиме часть «авангарда» станет новой правящей элитой, «естественной элитой», основанной не на классовой принадлежности, власти или богатстве, а на степени их приверженности «истинному учению» и полезности для её реализации. Фашизму присуще двойственное отношение к массам как к «доверчивым овцам» и «потенциальным героям».
Кас Мудде и Кристобаль Кальтвассер утверждают, что, хотя фашизм «заигрывал с популизмом… в попытке заручиться массовой поддержкой», его лучше рассматривать как элитарную идеологию. В частности, отсылают к характерному для фашизма превознесению вождя, расы и государства, а не народа. Они отмечают, что популизм используется различными идеологиями, в том числе фашизмом, либерализмом и социализмом, не обязательно являясь определяющей характеристикой этих идеологий. Они называют сочетание популизма, авторитаризма и ультранационализма «браком по расчёту».

## Фашизм и левые движения
Когда в 1917 году произошла революция в России, а после Первой мировой войны получила распространение «демократическая» революция, в качестве политической реакции на эти изменения поднялись антибольшевизм и антиэгалитаризм, ставшие сильными «реставрационными движениями» на европейской арене. В рамках этой волны и сформировались фашистские движения.
Не все режимы и движения, в 1930-е годы относившиеся левыми силами к фашистским, считаются таковыми в современной науке.

### Фашизм и коммунизм
Владимир Ленин ещё в ноябре 1922 года сопоставил итальянских фашистов с черносотенцами царского времени. Тогда же, почти одновременно, социалистические и коммунистические авторы стали обозначать как «фашистские» многие конкурирующие движения и режимы. Социал-демократов Коминтерн обвинял в потворстве фашизму, введя термин «социал-фашисты». Суть позиции Коминтерная была в том, что демагогия социал-демократов и их предательства коммунистов и рабочих (например, Капповский путч или «Красное двухлетие») приводят к установлению фашизма.
Впоследствии в дискуссии коммунистов о понятии фашизма такое обобщение, по-видимому, не вызывало сомнений, хотя в начале 1920-х годов Клара Цеткин, Антонио Грамши, Пальмиро Тольятти и некоторые другие итальянские авторы предостерегали от обозначения всех антидемократических и антикоммунистических явлений как фашистских, поскольку при этом стирались специфические черты итальянского фашизма.
С конца 1920-х годов противники немецкого национал-социализма всё чаще именуют его «фашизмом». В частности, это было характерно для советской политической фразеологии.
Своё определение фашизма Коминтерн представил в 1934 году в резолюции XIII пленума Исполнительного комитета Коммунистического интернационала, а на VII Конгрессе Коминтерна в 1935 году его повторил Георгий Димитров, докладчик по этому вопросу (так называемое «димитровское» определение):

Фашизм — это открытая террористическая диктатура наиболее реакционных, наиболее шовинистических, наиболее империалистических элементов финансового капитала… Фашизм — это не надклассовая власть и не власть мелкой буржуазии или люмпен-пролетариата над финансовым капиталом. Фашизм — это власть самого финансового капитала. Это организация террористической расправы с рабочим классом и революционной частью крестьянства и интеллигенции. Фашизм во внешней политике — это шовинизм в самой грубейшей форме, культивирующий зоологическую ненависть против других народов.
По мнению Андреаса Умланда, это определение оказало крайне негативное влияние, так как привело к недооценке фашизма и дезориентировало левое антифашистское движение Европы в предвоенный период.
Роджер Гриффин писал, что как и в случае с ленинизмом, фашизму необходим «авангард», способный взять на себя «героические» задачи распространения «подлинного» видения и захвата власти.
Для фашизма характерно подробное и навязчивое государственное управление экономикой и/или обществом. Дирижизм занимал центральное место как в фашистских, так и в коммунистических системах, однако фашистские не требовали перехода к прямой государственной собственности на средства производства, пока экономика могла использоваться для служения целям фашистского режима.
Согласно Гриффину, чтобы соответствовать идеальному типу фашизма, выводимому им, ультранационализм должен быть явной частью официальной доктрины режима, а не только политической практики. Каждое коммунистическое государство вело себя ультранационалистически в своей внешней политике и социальной инженерии. Но, несмотря на то, что на практике они проводили программу «палингенетического ультранационализма», это не квалифицирует их как фашистские государства, потому что их основным мифом официально оставался марксистско-ленинский интернационализм. Согласно коммунистической идеологии, в предсмертной агонии находился капитализм, а не нация.

## Фашизм и либерализм
Фашизм существенно противоречит либерализму. Фашисты обвиняют либерализм в превращении человека в материалистическое существо, высший идеал которого — получение прибыли. В частности, фашизм противостоит либеральному материализму, рационализму, индивидуализму и утилитаризму. Фашисты считают, что акцент на индивидуальной свободе приводит к разобщённости внутри нации. Фашисты поддерживают иерархический индивидуализм с опорой на социал-дарвинизм. По мнению ультраправых, такая система способствует «совершенствованию человека» и отсеивает «слабых».
Либерализм, в свою очередь, обвиняет фашистов в нарушении прав человека и отрицании ценности личности.
Фашизм и либерализм, однако, сходны в поддержке права частной собственности и рыночной экономики.